# 锦屏水库
锦屏水库是中国甘肃省定西市通渭县境内的一座水库，位于牛骨河上，建于1976年。水库正常库容为473万立方米，集雨面积为191平方千米，海拔为2014米。